# Oliver Mtukudzi
Oliver Mtukudzi (Harare, 22 de setembro de 1952 - Harare, 23 de janeiro de 2019), também conhecido por Tuku, foi um cantor e músico do Zimbábue, um dos principais de seu país.

## Prêmios
- 2003: Kora Award en la categoria Melhor Cantor África Austral

## Discografia

### Álbuns
- 1978 Ndipeiwo Zano (relançado em 2000)
- 1979 Chokwadi Chichabuda
- 1979 Muroi Ndiani?
- 1980 Africa (relançado em 2000)
- 1981 Shanje
- 1981 Pfambi
- 1982 Maungira
- 1982 Please Ndapota
- 1983 Nzara
- 1983 Oliver's Greatest Hits
- 1984 Hwema Handirase
- 1985 Mhaka
- 1986 Gona
- 1986 Zvauya Sei?
- 1987 Wawona
- 1988 Nyanga Yenzou
- 1988 Strange, Isn't It?
- 1988 Sugar Pie
- 1989 Grandpa Story
- 1990 Chikonzi
- 1990 Pss Pss Hallo!
- 1990 Shoko
- 1991 Mutorwa
- 1992 Rombe
- 1992 Rumbidzai Jehova
- 1992 Neria Soundtrack
- 1993 Son of Africa
- 1994 Ziwere MuKobenhavn
- 1995 Was My Child
- 1995 The Other Side: Live in Switzerland
- 1997 Ndega Zvangu (relançado em 2001)
- 1998 Dzangu Dziye
- 1999 Tuku Music
- 2000 Paivepo
- 2001 Neria
- 2001 Bvuma (Tolerance)
- 2002 Shanda sountrack
- 2002 Vhunze Moto
- 2003 Shanda (Alula Records)
- 2003 Tsivo (Revenge)
- 2004 Greatest Hits Tuku Years
- 2004 Mtukudzi Collection 1991-1997
- 2004 Mtukudzi Collection 1984-1991
- 2005 Nhava
- 2006 Wonai
- 2007 Tsimba Itsoka
- 2008 Dairai (Believe)